# 야마모토 히로키
야마모토 히로키(일본어: 山本 大貴, 1991년 11월 15일 ~ )는 일본의 축구 선수이다.

## 구단 경력
그는 2014년부터 2023년까지 J리그의 베갈타 센다이, 마쓰모토 야마가 FC, 파지아노 오카야마, AC 나가노 파르세이루에서 활동하였다.